# Chalcone chalcone
Chalcone chalcone is een vlinder uit de familie van de dikkopjes (Hesperiidae). De wetenschappelijke naam van de soort is voor het eerst geldig gepubliceerd in 1902 door William Schaus. Dit taxon wordt wel beschouwd als een ondersoort van Chalcone briquenydan (Weeks, 1901).